# Pędnik azymutalny

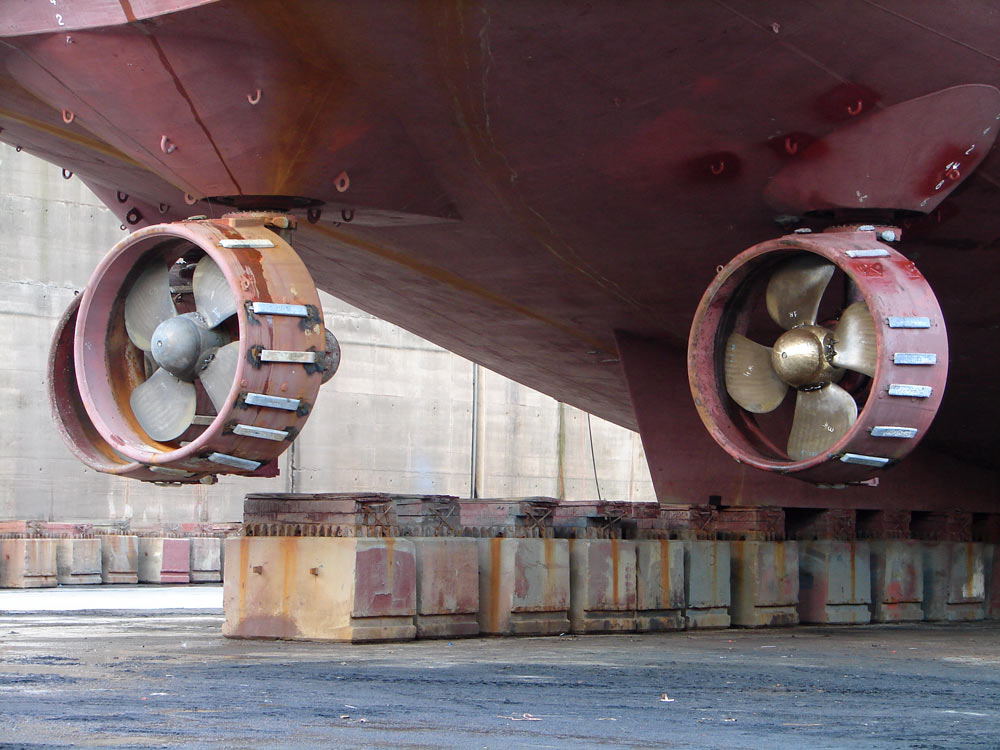
Pędniki azymutalne

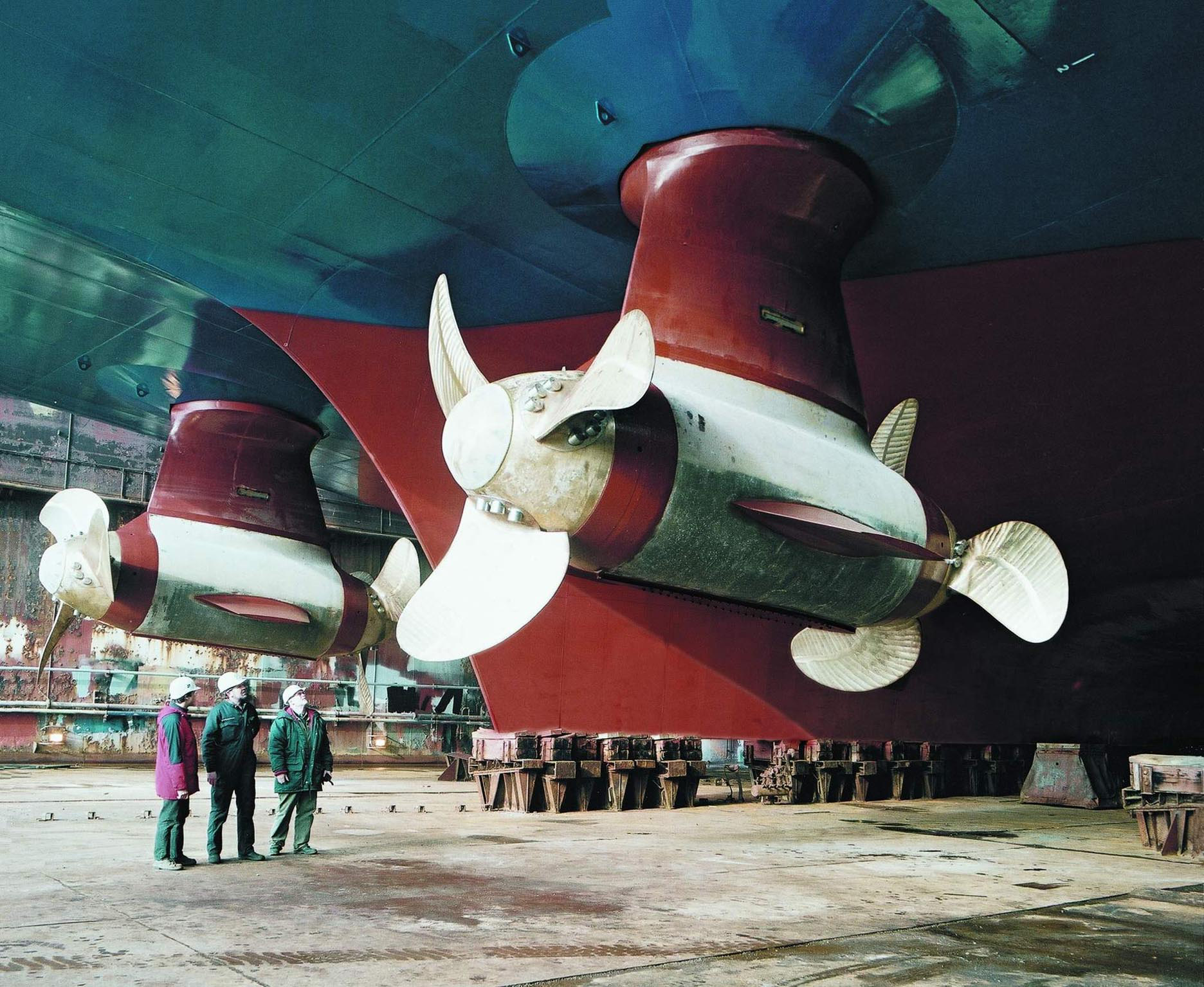
Pędniki gondolowe

Pędnik azymutalny – pędnik okrętowy, w którym urządzeniem wytwarzającym siłę poruszającą jednostkę pływającą jest śruba zamocowana pod kadłubem statku na obracającym się (do 360°) wokół pionowej osi ramieniu.
Silnik napędzający pędnik azymutalny umieszczony jest wewnątrz kadłuba statku, a moc jest przekazywana śrubie za pośrednictwem przekładni.
Za odmianę pędnika azymutalnego zwykle uznaje się bardzo zbliżony w działaniu pędnik gondolowy, który od klasycznego pędnika azymutalnego różni się rodzajem i rozmieszczeniem silnika napędzającego pędnik. W pędniku gondolowym silnik jest elektryczny i jest umieszczony w gondoli, dzięki czemu może bezpośrednio napędzać śrubę. Silnik elektryczny czerpie energię z generatorów elektrycznych znajdujących się w siłowni. Jednak nie każdy pędnik gondolowy jest pędnikiem azymutalnym. Istnieją rozwiązania, w których gondola nie ma możliwości obracania się w osi pionowej. W takim przypadku pędnik gondolowy służy wyłącznie do napędu naprzód-wstecz i nie pełni funkcji steru. 
Pędniki azymutalne polepszają manewrowość jednostki w stosunku do manewrowości oferowanej przez klasyczne stery. Dzięki temu często w portach i stoczniach nie potrzebują korzystać z usług holowników.